# Front Page Sports Football (jeu vidéo)
Front Page Sports Football est un jeu vidéo de football américain développé par Dynamix et publié par Sierra On-Line en 1992 sur PC. Le jeuest réalisé par Peter Cook, un spécialiste des jeux de sport ayant notamment créé les jeux TV Sports Football, TV Sports Baskeball et Tony La Russa Baseball.Le jeu permet de simuler des matchs de football américain mais également de gérer les autres aspects de ce sport, dont le coaching et le management de l’équipe. Il propose également de jouer un match isolé ou une saison complète dans différentes ligues de football américain. À sa sortie, le jeu est encensé par les critiques qui saluent notamment ses graphismes, ses nombreuses options et son réalisme,. Il est ainsi désigné par le magazine Computer Gaming World comme le meilleur jeu de football américain sur le marché, et comme le meilleur jeu de sport de l’année 1993.
Il s'agit du premier titre de la série Front Page Sports Football.